# Колоњска вода
Колоњска вода (фр. Eau de Cologne, нем. Echt Kölnisch Wasser) или само Колоњ, како се понекад назива, је козметички препарат који се врло често користи. Основна улога колоњских вода је декоративна. Коришћењем колоњске воде жели се прикрити непријатан мирис који се може развити у току дана као последица метаболизма. Препорука је да се користи у летњем периоду. Као и парфем састоји се из мирисних материја која су најчешће етарска уља. Мирисне материје су растворене у мешавини етил-алкохола (етанола) и воде. Првобитна Колоњска вода справљала се од мешавине етеричних уља из плодова цитруса, најчешће лимуна и поморанџе, комбинованих са уљем лаванде и цвета поморанџе.
Назив Колоњска вода у преводу на српски језик значи Келнска вода, названа према граду Келну у Немачкој. Француско име добила је захваљујући томе што се, у време када је настала, француски језик сматрао језиком луксуза и племства, Други назив за колоњску воду је и тоалетна вода.

## Историја
Прва колоњска вода настала је у немачком граду Келну 1709. године. Творац оригиналне колоњске воде био је Италијан Ђовани Марија Фарина (ит. Giovanni Maria Farina, 1685 –1766), односно Јохан Марија Фарина (нем. Johann Maria Farina), како је гласило његово немачко име.

### Јохан Марија Фарина
Фарина је био, како се тада говорило, најбољи „нос“ своје породице, а таленат је наследио од своје баке, чувене ароматисткиње Ђенари. Био је мајстор за дестилацију алкохола и ароматизацију као ретко ко у то доба. Путовао је Европом како би сакупио све мирисе света. Населио се у Келну и променио име у Јохан Марија Фарина.
Иако се, у време када се Фарина доселио у Келн, тај град у културолошком смислу сматрао „Римом севера”, био је изузетно прљав и пун друштвених контраста. Из канала су се ширили непријатни мириси, а коњски измет и прљавштина прекривали су тргове и улице. Упркос томе припадници високог друштва препуштали су се благодетима лагодног живота и луксузних забава. Како се тада сумњало да је вода преносилац заразних болести, избегавала се њена употреба у свакодневном одржавању хигијене. Како би прикрили мирисе околине и излучевина сопственог тела, припадници виших слојева друштва обилато су користили различите мирисне препарате. Осим тога, Фарина је био досељени католик у једном католичком граду, што је тада била велика предност у односу на „странце” каквим су се сматрали припадници других вера и нација. Како су се, при том, Италијани сматрали трговцима са којима је лепо радити за Фарину су се стекли сви услови да отвори трговину за „француске ствари”, што се односило на луксузну робу, каква је била свила, племенита чипка, драгоцени зачини и прва мирисна вода.
Убрзо по доласка у Келн Фарина је својом новом креацијом, Колоњском водом, освојио припаднике високог друштва. У почетку се продавала као чудесна вода за спољну и унутрашњу употребу. Прича се да је Наполеон конзумирао боцу Колоњске воде дневно за освежење и да је чак тражио да му се направе посебно постављене чизме, у које је могла да стане бочица ове мирисне супстанце.
Када је пронашао формулу за савршену колоњску воду, у писму које је упутио свом брату у Италију, написао је:
„Пронашао сам мирис који ме подећа на италијанска јутра, на планинске нарцисе и цветове поморанџе одмах после кише. Тај мирис ме освежава, ојачава мој разум и фантазију“.
Како у Келну, пре него што је овај град постао део Наполеонове империје, није било кућних бројева, адреса Фаринине трговачке куће гласила је „Johann Maria Farina gegenüber dem Jülichs-Platz” („Јохан Марија Фарина насупрот Јулисовог трга”). Компанија са овим именом постоји и данас, а у њој се налази и келнски Музеј мириса. На Градској кући у Келну, међу осталим заслужним грађанима, стоји и статуа Јохана Марије Фарине.

### Остали брендови колоњске воде
Попут многих других брендова (најпознатији су каладонт и жилет) и Колоњска вода је постала синоним за све сличне производе. Мотивисани Фарининим успехом и други келнски предузимачи почели су са производњом сличних мирисних вода. Међу њима је најпознатија колоњска вода 4711. Мирисна нота креирана је на бази лимуна и мирис је био прилично сличан оригиналној Колоњској води.
Креирао ју је Вилхелм Миленс (нем. Wilhelm Muelhens), трговац из Келна, давне 1792. године. Занимљиво је да је ова колоњска вода добила назив према кућном броју зграде у којој се производила. Наиме, као и Фаринина трговина, и ова зграда није имала кућни број. У то време пракса је била да се кућама додељују имена. Када су Французи, предвођени Наполеоном, 1794. године заузели Келн наредили су да се свакој згради у граду додели јединствени број. Зграда у којој се производила ова колоњска вода добила је тада број 4711. Данас је 4711 најпознатији кућни број у Келну, један од најстаријих немачких брендова и један од најпрепознатљивијих сувенира из Келна, а прави се према непромењеном рецепту. Свакога дана тачно у подне у улици Глокенгасе (нем. Glockengasse), са ове зграде, која је претворена у туристичку атракцију, чује се игра звона, а пролазници се могу освежити на фонтани из које тече колоњска вода.

## Разлика измећу колоњских вода и парфема
За разлику од парфема колоњске воде садрже нижи проценат мирисних материја. Проценат мирисних материја се у колоњским водама креће од 3 до 5%. Такође садрже висок проценат етил-алкохола.

### Мирисне материје
Мирисне материје су супстанце које изазивају осећај мириса. Мирисне материје морају бити удахнуте ваздухом како би дошле у контакт са мирисном регијом - locus luteus у носу. Из тог разлога мирисне материје су супстанце које су испарљиве на собној температури и растварају се у мастима - липосолубилне су. Мирисне материје могу бити природног или синтетског порекла. Мирисне материје природног порекла су најчешће биљна етарска уља.

## Бочице колоњске воде
За луксузне производе користе се и луксузна паковања, па је тако и са колоњском водом. Мириси колоњских вода су кроз историју остали непромењени, али су се бочице мењале, прилагођавајући се укусима купаца. Тако је, на пример, за Персијског Шаха дизајнирана уникатна бочица. Још давне 1832. године дизајнирана је уска и дугачка зелена бочица, такозвана розолиен (Rosolien). Касније су постале популарне мале бочице које су се могле носити у џепу, како би биле у сваком тренутку „при руци”. У 20. веку бочица за колоњску воду и сличне луксузне производе претворена је у уметнички објекат. У Музеју мириса у келну могу се видети бочице колоњске воде за мушкарце, које су поводом Келнске изложбе 1912. године дизајнирали Василиј Кандински, Паул Кле и Пабло Пикасо.

## Занимљивости
- За екстракцију 1 килограма етеричног уља лаванде потребно је до 70 кг лавандиног цвета, док је за за исту количину етеричног уља јасмина потребно чак 700 кг јасминовог цвета.[4]
- Током Другог светског рата постројења за прање у подморницама била су масивна и компликована за коришћење, па је сваки члан посаде био је опремљен, између осталог, и бочицом колоњске воде. Немачке подморнице су редовно издавале бочице мириса (Eau de Cologne или 4711), али ништа није могло да утиче на свеприсутан мирис.[10]